# International Masters 1983
Das Yamaha International Masters 1983, auch Yamaha Organs International Masters 1983 genannt, war ein professionelles Snookerturnier ohne Einfluss auf die Weltrangliste (Non-ranking-Turnier) im Rahmen der Saison 1982/83. Das Turnier wurde vom 28. Februar bis zum 6. März 1983 in den Assembly Rooms der englischen Stadt Derby ausgetragen. Nachdem Titelverteidiger Steve Davis im Halbfinale ausgeschieden war, gewann Ex-Weltmeister Ray Reardon mit einem 9:6-Sieg über Jimmy White das Turnier. Das höchste Break spielte mit einem 133er-Break Willie Thorne.

## Preisgeld
Erneut wurde das Turnier von dem japanischen Konzern Yamaha gesponsert, allerdings blieb der Turniername des Vorjahres zum ersten Mal in der Turniergeschichte bestehen. Gleichzeitig stieg das Preisgeld um gut 20.000 Pfund Sterling auf 54.200 £ an, von denen mit 12.000 £ gut ein Fünftel auf den Sieger entfiel.
|                                             | Preisgeld   |
| ------------------------------------------- | ----------- |
| Sieger                                      | 12.000 £    |
| Finalist                                    | 6.000 £     |
| Halbfinal-Gruppenphase                      | 2.800 £     |
| Haupt-Gruppenphase                          | 1.500 £     |
| Qualifikation                               | 750 £       |
| Vor-Qualifikation                           | 50 £        |
| Höchstes Break (Qualifikation / Hauptrunde) | 250 £ 750 £ |
| Insgesamt                                   | 54.200 £    |

## Turnierverlauf
Nachdem mit der letzten Ausgabe des Turnieres der Modus geändert wurde, blieb dieser in diesem Jahr jedenfalls für die Hauptrunde weitestgehend gleich: Neben acht gesetzten Spielern konnten acht Qualifikanten an der Hauptrunde teilnehmen. Diese sechzehn Spieler wurden in der Haupt-Gruppenphase in vier Vierer-Gruppen aufgeteilt, in denen ein einfaches Rundenturnier ausgespielt wurde. Am Ende von dieser wurde eine Abschlusstabelle aufgestellt, deren beiden Erstplatzierten in das Halbfinale vorrückten. Wie auch schon im Vorjahr wurde das Halbfinale ebenfalls als Gruppenphase mit zwei Vierer-Gruppen gespielt, allerdings setzten sich diese nicht mehr aus den Bestplatzierten zweier Gruppen, sondern aus je einem Bestplatzierten jeder Gruppe zusammen. Auch dort wurde wieder eine Einfachrunde ausgespielt und an deren Ende eine Abschlusstabelle aufgestellt, deren Erstplatzierter ins Finale vorrückte, in dem in einem einzelnen Spiel der Turniersieger ermittelt wurde. Bis einschließlich zum Halbfinale wurde jedes Match im Modus Best of 3 Frames gespielt, das Endspiel dann im Modus Best of 17 Frames.

### Haupt-Gruppenphase

#### Gruppe A
| Platz | Spieler        | Partien | S | N | Frames |
| ----- | -------------- | ------- | - | - | ------ |
| 1     | Jimmy White    | 3       | 3 | 0 | 6:0    |
| 2     | Steve Davis    | 3       | 1 | 2 | 3:4    |
| 3     | Bill Werbeniuk | 3       | 1 | 2 | 2:4    |
| 4     | Tony Knowles   | 3       | 1 | 2 | 2:5    |

| Spiel | Spieler 1      | Ergebnis | Spieler 2      |
| ----- | -------------- | -------- | -------------- |
| 1     | Steve Davis    | 02:02    | Bill Werbeniuk |
| 2     | Tony Knowles   | 12:12    | Steve Davis    |
| 3     | Bill Werbeniuk | 02:02    | Tony Knowles   |
| 4     | Jimmy White    | 02:02    | Steve Davis    |
| 5     | Jimmy White    | 02:02    | Tony Knowles   |
| 6     | Jimmy White    | 02:02    | Bill Werbeniuk |

#### Gruppe B
| Platz | Spieler      | Partien | S | N | Frames |
| ----- | ------------ | ------- | - | - | ------ |
| 1     | Ray Reardon  | 3       | 2 | 1 | 4:2    |
| 2     | David Taylor | 3       | 2 | 1 | 4:3    |
| 3     | Tony Meo     | 3       | 2 | 1 | 4:3    |
| 4     | Cliff Wilson | 3       | 0 | 3 | 2:6    |

| Spiel | Spieler 1    | Ergebnis | Spieler 2    |
| ----- | ------------ | -------- | ------------ |
| 1     | Tony Meo     | 02:02    | Ray Reardon  |
| 2     | Tony Meo     | 12:12    | Cliff Wilson |
| 3     | Ray Reardon  | 02:02    | David Taylor |
| 4     | Ray Reardon  | 02:02    | Cliff Wilson |
| 5     | David Taylor | 02:02    | Tony Meo     |
| 6     | David Taylor | 12:12    | Cliff Wilson |

#### Gruppe C
| Platz | Spieler         | Partien | S | N | Frames |
| ----- | --------------- | ------- | - | - | ------ |
| 1     | Terry Griffiths | 3       | 3 | 0 | 6:1    |
| 2     | Eddie Charlton  | 3       | 2 | 1 | 4:3    |
| 3     | Doug French     | 3       | 1 | 2 | 3:4    |
| 4     | Kirk Stevens    | 3       | 0 | 3 | 1:6    |

| Spiel | Spieler 1       | Ergebnis | Spieler 2      |
| ----- | --------------- | -------- | -------------- |
| 1     | Eddie Charlton  | 02:02    | Doug French    |
| 2     | Eddie Charlton  | 12:12    | Kirk Stevens   |
| 3     | Doug French     | 02:02    | Kirk Stevens   |
| 4     | Terry Griffiths | 02:02    | Eddie Charlton |
| 5     | Terry Griffiths | 02:02    | Kirk Stevens   |
| 6     | Terry Griffiths | 12:12    | Doug French    |

#### Gruppe D
| Platz | Spieler       | Partien | S | N | Frames |
| ----- | ------------- | ------- | - | - | ------ |
| 1     | Willie Thorne | 3       | 2 | 1 | 5:2    |
| 2     | Doug Mountjoy | 3       | 2 | 1 | 4:3    |
| 3     | Alex Higgins  | 3       | 1 | 2 | 3:5    |
| 4     | John Spencer  | 3       | 1 | 2 | 2:4    |

| Spiel | Spieler 1     | Ergebnis | Spieler 2     |
| ----- | ------------- | -------- | ------------- |
| 1     | Alex Higgins  | 12:12    | Willie Thorne |
| 2     | Doug Mountjoy | 02:02    | John Spencer  |
| 3     | Doug Mountjoy | 12:12    | Alex Higgins  |
| 4     | John Spencer  | 02:02    | Alex Higgins  |
| 5     | Willie Thorne | 02:02    | Doug Mountjoy |
| 6     | Willie Thorne | 02:02    | John Spencer  |

### Halbfinal-Gruppenphase

#### Gruppe A
| Platz | Spieler        | Partien | S | N | Frames |
| ----- | -------------- | ------- | - | - | ------ |
| 1     | Ray Reardon    | 3       | 2 | 1 | 5:3    |
| 2     | Steve Davis    | 3       | 2 | 1 | 5:3    |
| 3     | Willie Thorne  | 3       | 2 | 1 | 4:4    |
| 4     | Eddie Charlton | 3       | 0 | 3 | 2:6    |

| Spiel | Spieler 1     | Ergebnis | Spieler 2      |
| ----- | ------------- | -------- | -------------- |
| 1     | Steve Davis   | 02:02    | Willie Thorne  |
| 2     | Steve Davis   | 12:12    | Eddie Charlton |
| 3     | Ray Reardon   | 02:02    | Eddie Charlton |
| 4     | Ray Reardon   | 12:12    | Steve Davis    |
| 5     | Willie Thorne | 12:12    | Ray Reardon    |
| 6     | Willie Thorne | 12:12    | Eddie Charlton |

#### Gruppe B
| Platz | Spieler         | Partien | S | N | Frames |
| ----- | --------------- | ------- | - | - | ------ |
| 1     | Jimmy White     | 3       | 2 | 1 | 4:2    |
| 2     | Terry Griffiths | 3       | 2 | 1 | 4:3    |
| 3     | David Taylor    | 3       | 1 | 2 | 3:4    |
| 4     | Doug Mountjoy   | 3       | 1 | 2 | 2:4    |

| Spiel | Spieler 1       | Ergebnis | Spieler 2       |
| ----- | --------------- | -------- | --------------- |
| 1     | Terry Griffiths | 02:02    | Jimmy White     |
| 2     | Terry Griffiths | 12:12    | David Taylor    |
| 3     | Doug Mountjoy   | 02:02    | Terry Griffiths |
| 4     | David Taylor    | 02:02    | Doug Mountjoy   |
| 5     | Jimmy White     | 02:02    | David Taylor    |
| 6     | Jimmy White     | 02:02    | Doug Mountjoy   |

### Finale
Der Waliser Ray Reardon erlebte gerade den Indian Summer seiner Karriere: Nachdem er eigentlich in den 1970er-Jahren mit sechs WM-Titeln seine Phase der Dominanz hatte, hatte er im Vorjahr das Finale der Snookerweltmeisterschaft erreichte und unter anderem gegen Jimmy White das Professional Players Tournament gewonnen. Bei diesem Turnier war er Gruppensieger in der ersten Haupt-Gruppenphase geworden und hatte im Halbfinale knapp vor Vorjahressieger Steve Davis den ersten Platz seiner Gruppe belegt. In der anderen Gruppe belegte mit Terry Griffiths ein weiterer Teilnehmer des Vorjahresendspiels den zweiten Platz, er musste sich Jimmy White geschlagen geben, der nach mehreren Teilnahmen erstmals bei diesem Turnier relativ weit kam.
Den Spielanfang prägte White, der mit 0:2 in Führung ging. Zwar verkürzte Reardon infolgedessen mehrfach um einen Frame, doch White konnte jeweils unverzüglich nachziehen. Erst beim Stande von 4:6 gelang Reardon der Ausgleich und kurz danach die Führung, bevor er mit zwei weiteren gewonnenen Frames zum Endstand von 9:6 aufschloss.
| Finale: Best of 17 Frames Assembly Rooms, Derby, England, 6. März 1983 |                |             |
| Ray Reardon | 9:6            | Jimmy White |
| Nachmittagssession: 33:90, 39:61 (50), 99:21, 54:68, 79:3 (51), 21:111 (32), 61:36, 45:75 (75) Abendsession 83:38 (66), 33:75, 74:26 (57), 76:50, 97:16 (76), 73:35, 89:13 |                |             |
| 76 | Höchstes Break | 75          |
| – | Century-Breaks | –           |
| 4 | 50+-Breaks     | 2           |

## Qualifikation
Die Qualifikation des Turnieres fand vor der Hauptrunde statt, das genaue Datum ist allerdings unbekannt. Sie war mit der Vor-Qualifikation und der Haupt-Qualifikation in zwei Teile unterteilt. An der Vor-Qualifikation nahmen insgesamt 31 Spieler teil, die in sieben Vierer- und einer Dreier-Gruppe aufgeteilt ein einfaches Rundenturnier ausspielten, wobei im Anschluss dieser eine Tabelle aufgestellt wurde, deren Erstplatzierter in die Haupt-Qualifikation vorrückte. In der Haupt-Qualifikation stießen weitere sieben Spieler hinzu, sodass drei Vierer-Gruppen und eine Dreier-Gruppe gebildet wurden, die sich aus je zwei Gruppensiegern der Vorrunde und mindestens einem weiteren Spieler zusammensetzten. Erneut wurde ein einfaches Rundenturnier ausgespielt und dann eine Tabelle aufgestellt, deren beiden bestplatzierten Spieler in die Hauptrunde vorrückten. Alle Spiele fanden im Modus Best of 3 Frames statt.

### Vor-Qualifikation

#### Gruppe A
| Platz | Spieler          | Partien | S | N | Frames |
| ----- | ---------------- | ------- | - | - | ------ |
| 1     | Ian Black        | 3       | 2 | 1 | 5:3    |
| 2     | Dean Reynolds    | 3       | 2 | 1 | 4:3    |
| 3     | Eddie McLaughlin | 3       | 1 | 2 | 3:4    |
| 4     | Pat Houlihan     | 3       | 1 | 2 | 2:4    |

| Spiel | Spieler 1        | Ergebnis | Spieler 2        |
| ----- | ---------------- | -------- | ---------------- |
| 1     | Ian Black        | 02:02    | Pat Houlihan     |
| 2     | Ian Black        | 12:12    | Eddie McLaughlin |
| 3     | Pat Houlihan     | 02:02    | Eddie McLaughlin |
| 4     | Eddie McLaughlin | 02:02    | Dean Reynolds    |
| 5     | Dean Reynolds    | 02:02    | Pat Houlihan     |
| 6     | Dean Reynolds    | 12:12    | Ian Black        |

#### Gruppe B
| Platz | Spieler          | Partien | S | N | Frames |
| ----- | ---------------- | ------- | - | - | ------ |
| 1     | Patsy Fagan      | 3       | 2 | 1 | 5:2    |
| 2     | Matt Gibson      | 3       | 2 | 1 | 4:2    |
| 3     | Jack Fitzmaurice | 3       | 1 | 2 | 2:4    |
| 4     | Dennis Hughes    | 3       | 1 | 2 | 2:5    |

| Spiel | Spieler 1        | Ergebnis | Spieler 2        |
| ----- | ---------------- | -------- | ---------------- |
| 1     | Patsy Fagan      | 02:02    | Jack Fitzmaurice |
| 2     | Patsy Fagan      | 02:02    | Matt Gibson      |
| 3     | Jack Fitzmaurice | 02:02    | Dennis Hughes    |
| 4     | Matt Gibson      | 02:02    | Dennis Hughes    |
| 5     | Matt Gibson      | 02:02    | Jack Fitzmaurice |
| 6     | Dennis Hughes    | 12:12    | Patsy Fagan      |

#### Gruppe C
| Platz | Spieler       | Partien | S | N | Frames |
| ----- | ------------- | ------- | - | - | ------ |
| 1     | John Virgo    | 3       | 3 | 0 | 6:2    |
| 2     | Ray Edmonds   | 3       | 2 | 1 | 5:3    |
| 3     | Jim Donnelly  | 3       | 1 | 2 | 3:4    |
| 4     | Eugene Hughes | 3       | 0 | 3 | 1:6    |

| Spiel | Spieler 1    | Ergebnis | Spieler 2     |
| ----- | ------------ | -------- | ------------- |
| 1     | Jim Donnelly | 02:02    | Eugene Hughes |
| 2     | Ray Edmonds  | 02:02    | Jim Donnelly  |
| 3     | Ray Edmonds  | 12:12    | Eugene Hughes |
| 4     | John Virgo   | 02:02    | Eugene Hughes |
| 5     | John Virgo   | 12:12    | Jim Donnelly  |
| 6     | John Virgo   | 12:12    | Ray Edmonds   |

#### Gruppe D
| Platz | Spieler      | Partien | S | N | Frames |
| ----- | ------------ | ------- | - | - | ------ |
| 1     | Doug French  | 3       | 3 | 0 | 6:3    |
| 2     | Colin Roscoe | 2       | 1 | 1 | 3:2    |
| 3     | Mark Wildman | 3       | 1 | 2 | 3:4    |
| 4     | Dave Martin  | 2       | 0 | 2 | 1:4    |

| Spiel | Spieler 1    | Ergebnis | Spieler 2     |
| ----- | ------------ | -------- | ------------- |
| 1     | Doug French  | 12:12    | Colin Roscoe  |
| 2     | Doug French  | 12:12    | Dave Martin   |
| 3     | Doug French  | 12:12    | Mark Wildman  |
| 4     | Colin Roscoe | 02:02    | Mark Wildman  |
| 5     | Mark Wildman | 02:02    | Dave Martin   |
| 6     | Colin Roscoe | –:–      | Dave Martin 1 |

#### Gruppe E
| Platz | Spieler         | Partien | S | N | Frames |
| ----- | --------------- | ------- | - | - | ------ |
| 1     | Tony Meo        | 3       | 3 | 0 | 6:2    |
| 2     | Mike Hallett    | 3       | 2 | 1 | 4:3    |
| 3     | Jim Meadowcroft | 3       | 1 | 2 | 4:5    |
| 4     | Paul Medati     | 3       | 0 | 3 | 2:6    |

| Spiel | Spieler 1       | Ergebnis | Spieler 2       |
| ----- | --------------- | -------- | --------------- |
| 1     | Mike Hallett    | 02:02    | Paul Medati     |
| 2     | Mike Hallett    | 12:12    | Jim Meadowcroft |
| 3     | Jim Meadowcroft | 12:12    | Paul Medati     |
| 4     | Tony Meo        | 02:02    | Mike Hallett    |
| 5     | Tony Meo        | 12:12    | Jim Meadowcroft |
| 6     | Tony Meo        | 12:12    | Paul Medati     |

#### Gruppe F
| Platz | Spieler       | Partien | S | N | Frames |
| ----- | ------------- | ------- | - | - | ------ |
| 1     | Joe Johnson   | 2       | 2 | 0 | 4:0    |
| 2     | Mario Morra   | 2       | 1 | 1 | 2:3    |
| 3     | Murdo MacLeod | 2       | 0 | 2 | 1:4    |

| Spiel | Spieler 1   | Ergebnis | Spieler 2     |
| ----- | ----------- | -------- | ------------- |
| 1     | Joe Johnson | 02:02    | Mario Morra   |
| 2     | Joe Johnson | 02:02    | Murdo MacLeod |
| 3     | Mario Morra | 12:12    | Murdo MacLeod |

#### Gruppe G
| Platz | Spieler      | Partien | S | N | Frames |
| ----- | ------------ | ------- | - | - | ------ |
| 1     | Fred Davis   | 3       | 2 | 1 | 5:2    |
| 2     | Geoff Foulds | 3       | 2 | 1 | 4:3    |
| 3     | Billy Kelly  | 3       | 1 | 2 | 4:5    |
| 4     | Rex Williams | 3       | 1 | 2 | 2:5    |

| Spiel | Spieler 1    | Ergebnis | Spieler 2    |
| ----- | ------------ | -------- | ------------ |
| 1     | Fred Davis   | 02:02    | Rex Williams |
| 2     | Fred Davis   | 02:02    | Geoff Foulds |
| 3     | Geoff Foulds | 02:02    | Rex Williams |
| 4     | Geoff Foulds | 12:12    | Billy Kelly  |
| 5     | Billy Kelly  | 12:12    | Fred Davis   |
| 6     | Rex Williams | 12:12    | Billy Kelly  |

#### Gruppe H
| Platz | Spieler        | Partien | S | N | Frames |
| ----- | -------------- | ------- | - | - | ------ |
| 1     | Cliff Wilson   | 3       | 3 | 0 | 6:1    |
| 2     | Eddie Sinclair | 3       | 2 | 1 | 4:3    |
| 3     | Mike Watterson | 3       | 1 | 2 | 3:4    |
| 4     | John Dunning   | 3       | 0 | 3 | 1:6    |

| Spiel | Spieler 1      | Ergebnis | Spieler 2      |
| ----- | -------------- | -------- | -------------- |
| 1     | Eddie Sinclair | 02:02    | John Dunning   |
| 2     | Eddie Sinclair | 12:12    | Mike Watterson |
| 3     | Mike Watterson | 02:02    | John Dunning   |
| 4     | Cliff Wilson   | 02:02    | Mike Watterson |
| 5     | Cliff Wilson   | 02:02    | Eddie Sinclair |
| 6     | Cliff Wilson   | 12:12    | John Dunning   |

### Haupt-Qualifikation

#### Gruppe A
| Platz | Spieler         | Partien | S | N | Frames |
| ----- | --------------- | ------- | - | - | ------ |
| 1     | Terry Griffiths | 3       | 3 | 0 | 6:2    |
| 2     | Tony Knowles    | 3       | 2 | 1 | 4:2    |
| 3     | Patsy Fagan     | 3       | 1 | 2 | 3:5    |
| 4     | Ian Black       | 3       | 0 | 3 | 2:6    |

| Spiel | Spieler 1       | Ergebnis | Spieler 2    |
| ----- | --------------- | -------- | ------------ |
| 1     | Patsy Fagan     | 12:12    | Ian Black    |
| 2     | Terry Griffiths | 02:02    | Tony Knowles |
| 3     | Terry Griffiths | 12:12    | Patsy Fagan  |
| 4     | Terry Griffiths | 12:12    | Ian Black    |
| 5     | Tony Knowles    | 02:02    | Ian Black    |
| 6     | Tony Knowles    | 02:02    | Patsy Fagan  |

#### Gruppe B
| Platz | Spieler      | Partien | S | N | Frames |
| ----- | ------------ | ------- | - | - | ------ |
| 1     | Jimmy White  | 3       | 2 | 1 | 5:2    |
| 2     | Doug French  | 3       | 2 | 1 | 4:3    |
| 3     | Graham Miles | 3       | 1 | 2 | 3:5    |
| 3     | John Virgo   | 3       | 1 | 2 | 3:5    |

| Spiel | Spieler 1    | Ergebnis | Spieler 2    |
| ----- | ------------ | -------- | ------------ |
| 1     | Doug French  | 02:02    | John Virgo   |
| 2     | Doug French  | 12:12    | Graham Miles |
| 3     | Graham Miles | 12:12    | John Virgo   |
| 4     | John Virgo   | 12:12    | Jimmy White  |
| 5     | Jimmy White  | 02:02    | Doug French  |
| 6     | Jimmy White  | 02:02    | Graham Miles |

#### Gruppe C
| Platz | Spieler       | Partien | S | N | Frames |
| ----- | ------------- | ------- | - | - | ------ |
| 1     | Willie Thorne | 3       | 3 | 0 | 6:0    |
| 2     | Tony Meo      | 3       | 2 | 1 | 4:2    |
| 3     | Joe Johnson   | 2       | 0 | 2 | 0:4    |
| 3     | Dennis Taylor | 2       | 0 | 2 | 0:4    |

| Spiel | Spieler 1     | Ergebnis | Spieler 2     |
| ----- | ------------- | -------- | ------------- |
| 1     | Tony Meo      | 02:02    | Dennis Taylor |
| 2     | Tony Meo      | 02:02    | Joe Johnson   |
| 3     | Willie Thorne | 02:02    | Tony Meo      |
| 4     | Willie Thorne | 02:02    | Dennis Taylor |
| 5     | Willie Thorne | 02:02    | Joe Johnson   |
| 6     | Dennis Taylor | –:–      | Joe Johnson 2 |

#### Gruppe D
| Platz | Spieler      | Partien | S | N | Frames |
| ----- | ------------ | ------- | - | - | ------ |
| 1     | Cliff Wilson | 2       | 2 | 0 | 4:2    |
| 2     | John Spencer | 2       | 1 | 1 | 3:2    |
| 3     | Fred Davis   | 2       | 0 | 2 | 1:4    |

| Spiel | Spieler 1    | Ergebnis | Spieler 2    |
| ----- | ------------ | -------- | ------------ |
| 1     | John Spencer | 02:02    | Fred Davis   |
| 2     | Cliff Wilson | 12:12    | Fred Davis   |
| 3     | Cliff Wilson | 12:12    | John Spencer |

## Century Breaks
Während des gesamten Turnieres spielten fünf Spieler je ein Century Break:
| Willie Thorne | 133 |
| Colin Roscoe  | 109 |
| Ray Edmonds   | 106 |

| Tony Knowles    | 103 |
| Terry Griffiths | 100 |